# Vallée du Geer

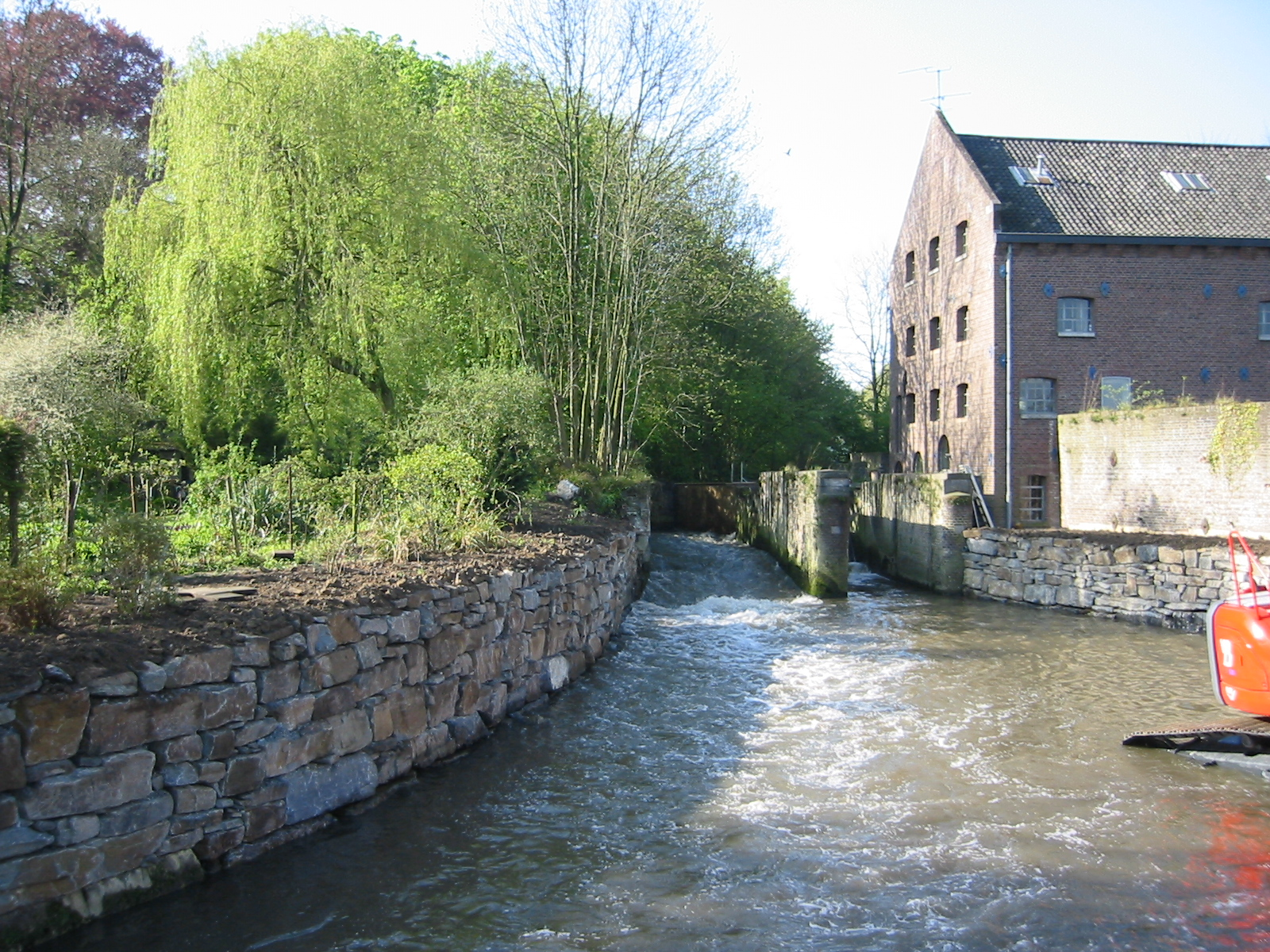
Moulin à eau.

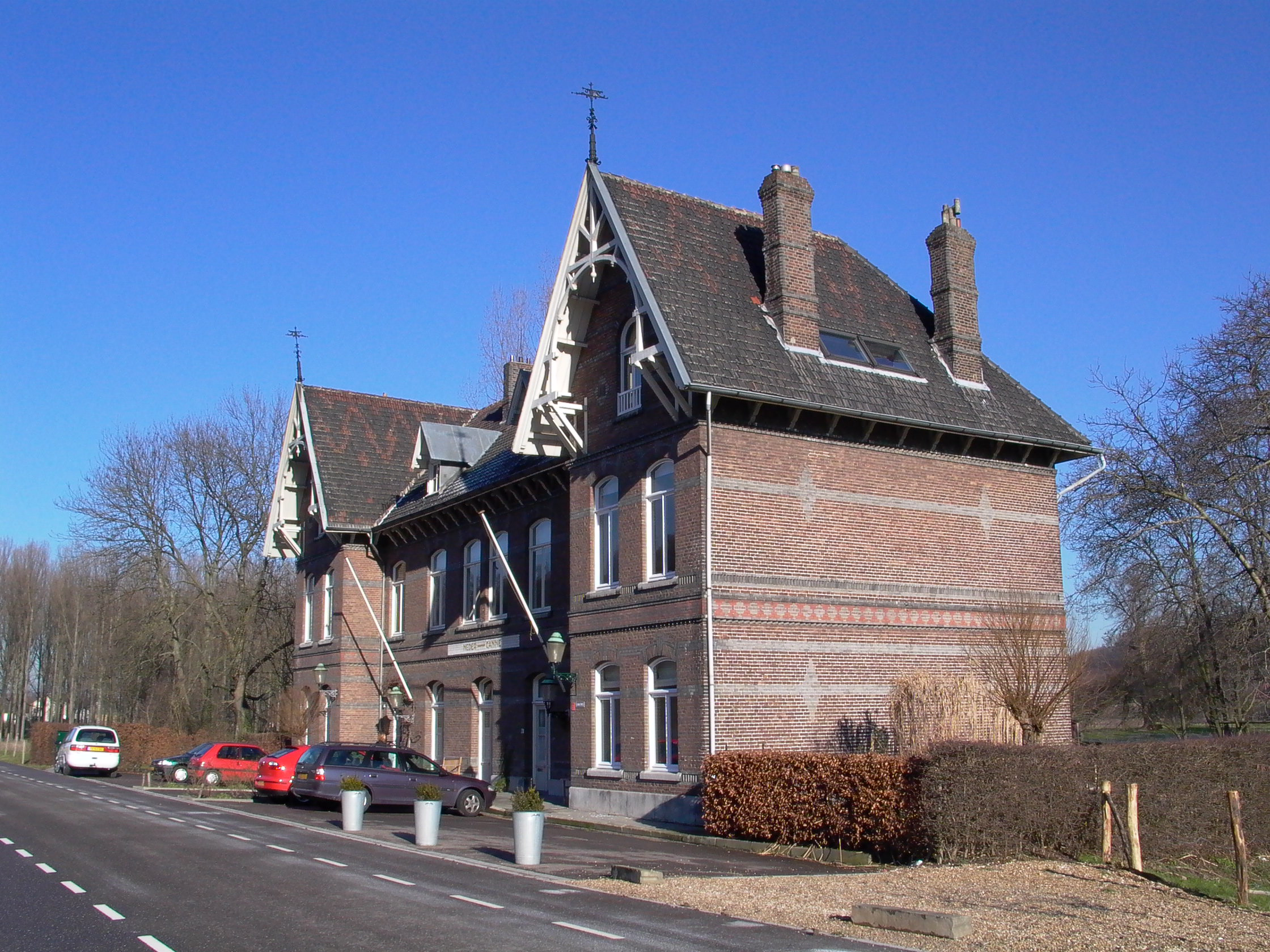
Maison en construction (Neercanne).

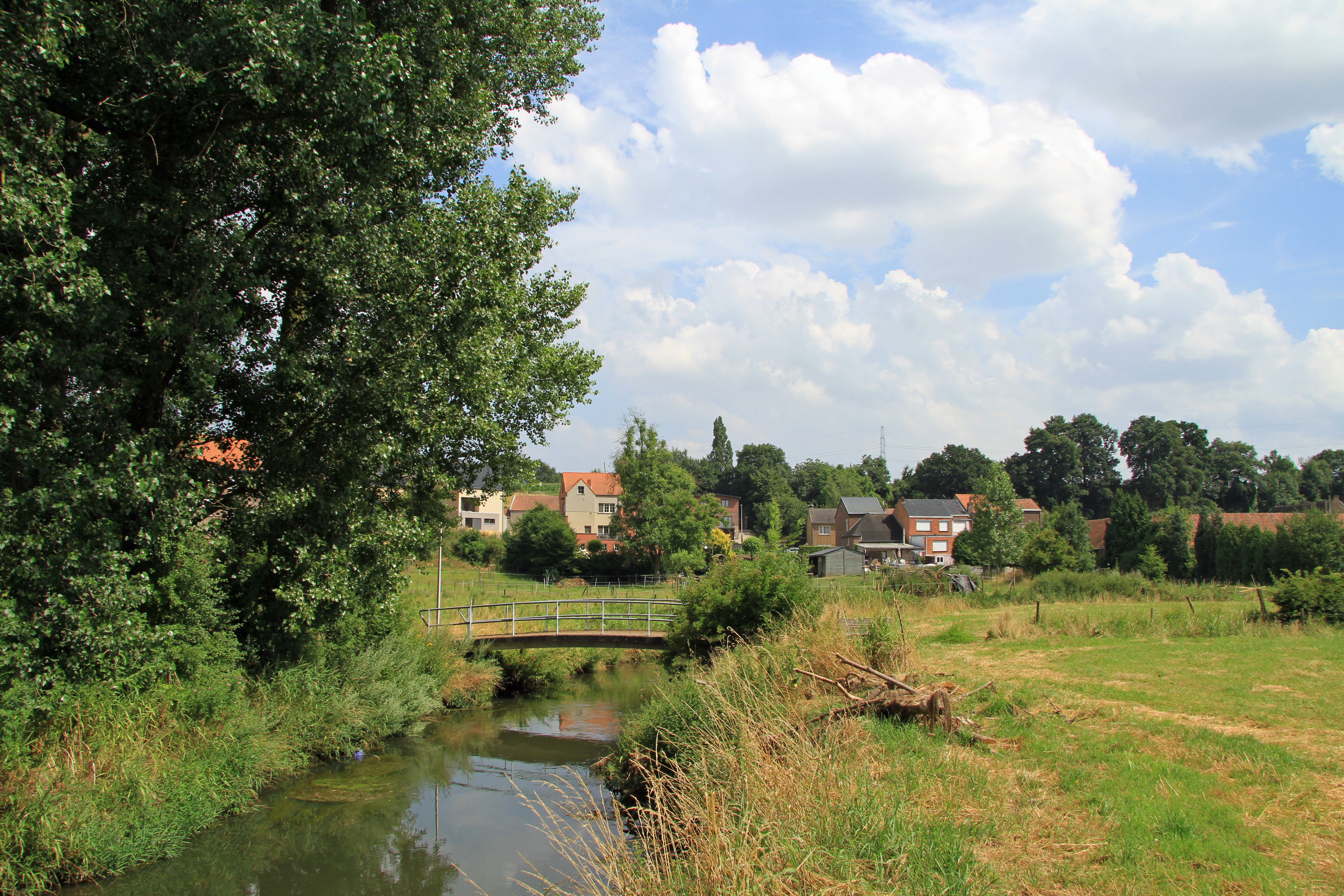
Passerelle sur le Geer à Sluizen.

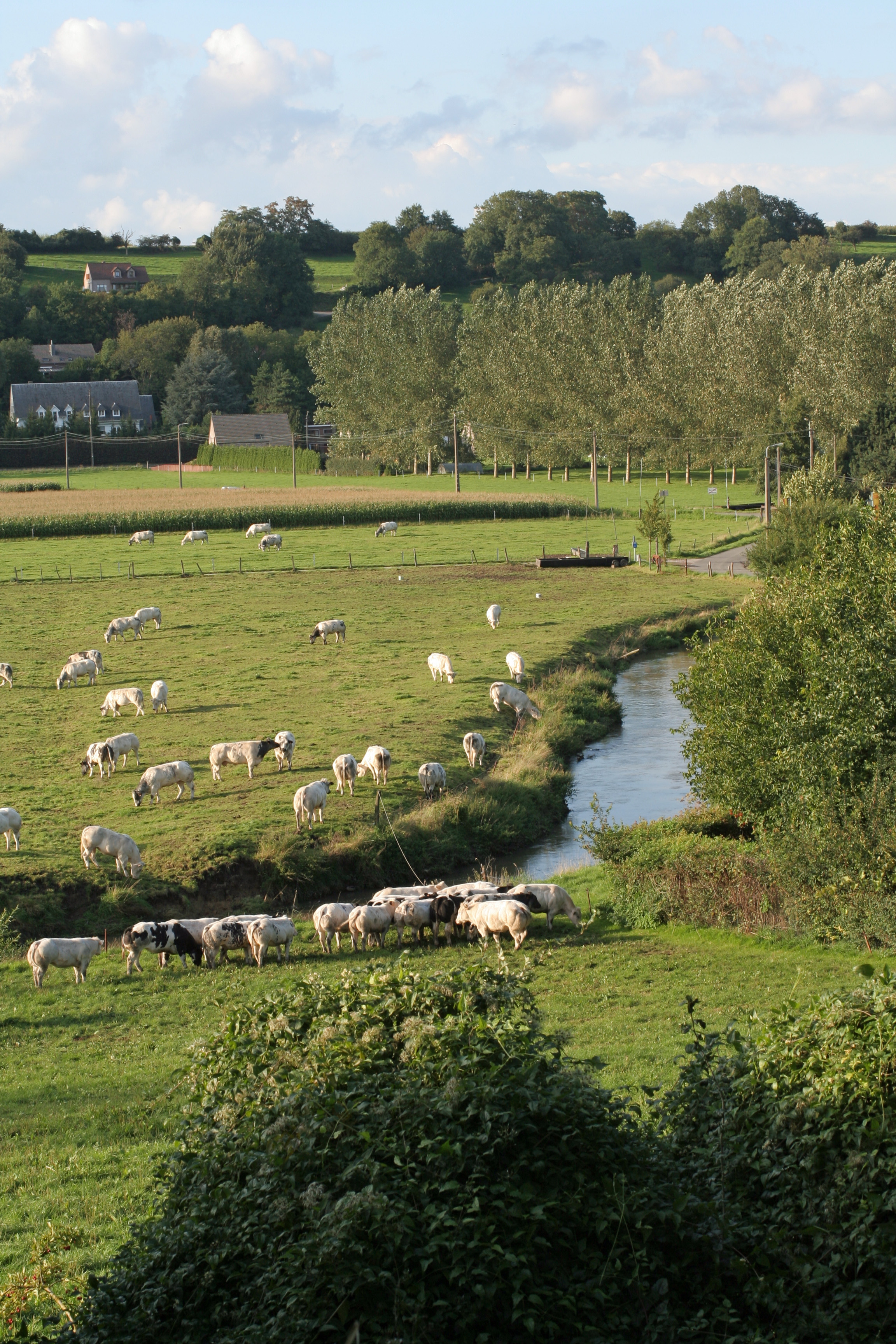
La vallée du Geer à Glons.

La vallée du Geer, en néerlandais Jekerdal, est un paysage naturel et le bassin versant du Geer dans la commune de Maastricht. La vallée est bordée par la montagne Saint-Pierre (plateau de Caestert) à l'est et par le Cannerberg à l'ouest. Le long du Geer se trouvent plusieurs moulin à eau tel que le moulin de Nekum. À l'extrémité sud se trouve le château de Neercanne et, de l'autre côté de la frontière belge, dans la ville de Kanne.
Deux vignobles néerlandais sont situés dans la vallée, la Ferme Nekum et l'Apostelhoeve.
Le nom néerlandais de la vallée a donné son nom au quartier maastrichtois de Jekerdal.

## Sources
- (nl) Cet article est partiellement ou en totalité issu de l’article de Wikipédia en néerlandais intitulé « Jekerdal » (voir la liste des auteurs).

## Compléments